# Alexander von Meyendorff

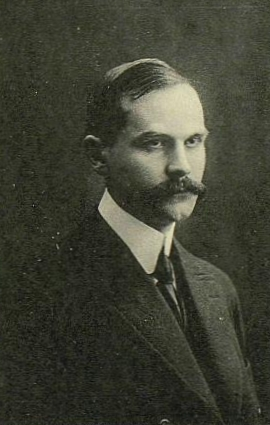
Friherre von Meyendorff

Alexander Feliksovitsj baron von Meyendorff (Russisch: Александр Феликсович барон фон Мейендорф) (Baden-Baden, 10 april 1869 - Londen, 20 februari 1964) was een Russisch politicus van Baltisch-Duitse afkomst.

## Levensloop

### Achtergrond, opleiding en vroege carrière
Alexander von Meyendorff was de zoon van Friedrich Adeldagus Felix baron von Meyendorff (1834-1871), eertijds ambassadeur van Rusland te Rome, en Olga barones von Meyendorff, geb. prinses Gortsjakov. Alexander von Meyendorff studeerde rechten aan de Staatsuniversiteit van Sint-Petersburg en trad in 1893 in staatsdienst.

### Vicevoorzitter van de Staatsdoema
Alexander von Meyendorff was een gematigd liberaal en sloot zich in 1905 aan bij de Unie van 17 Oktober (beter bekend als de Oktobristenpartij). De Oktobristen waren voorstander van een constitutionele monarchie en een parlementair stelsel. In 1907 werd hij voor de Oktobristenpartij in de Staatsdoema gekozen. Hij vertegenwoordigde Lijfland. Van 1907 tot 1909 was hij co-vicevoorzitter van de derde Staatsdoema. In 1917 werd hij lid van de Regerende Senaat.

### Na de Russische Revolutie
Alexander von Meyendorff steunde na de Februarirevolutie (1917) de Voorlopige Regering van prins Georgi Lvov en aanvaardde een benoeming tot ambassadeur in Londen. Hij steunde de plannen voor een vredesconferentie te Stockholm, maar toen Ruslands bondgenoten van de Entente (Frankrijk en het Verenigd Koninkrijk) daar weinig in zagen, diende hij zijn ontslag in.
Na de Oktoberrevolutie gingen Meyendorff en zijn vrouw naar Letland (1918) en vestigden zich in 1919 in Engeland. Van 1922 tot 1934 was hij gastdocent (Reader) aan de progressieve London School of Economics.
Von Meyendorff schreef enkele boeken, met name over recht, organisatie van boerengemeenschappen en de geschiedenis van de diplomatie.
Alexander baron von Meyendorff overleed in 1964 op 94-jarige leeftijd.